# 毗伽可汗碑

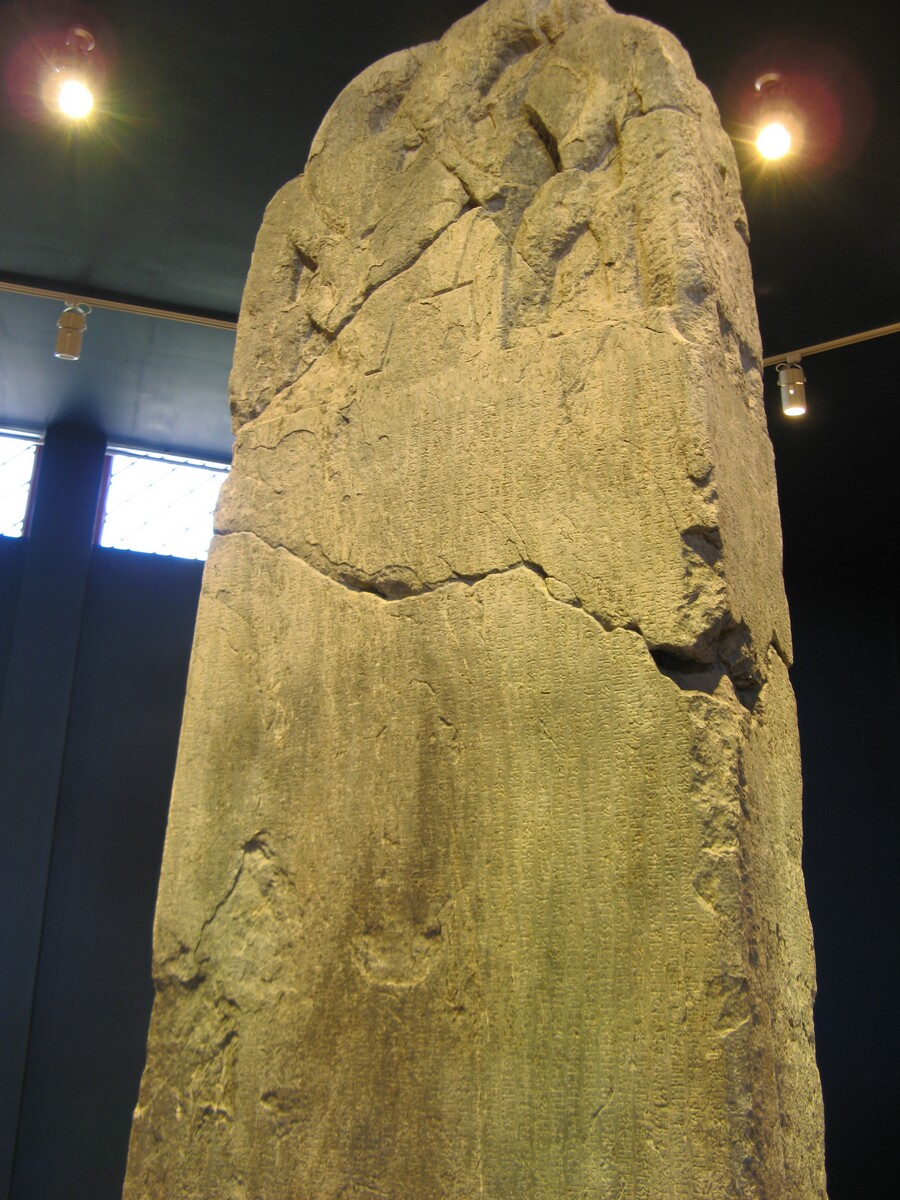
蒙古国和硕柴达木博物馆内收藏的毗伽可汗碑

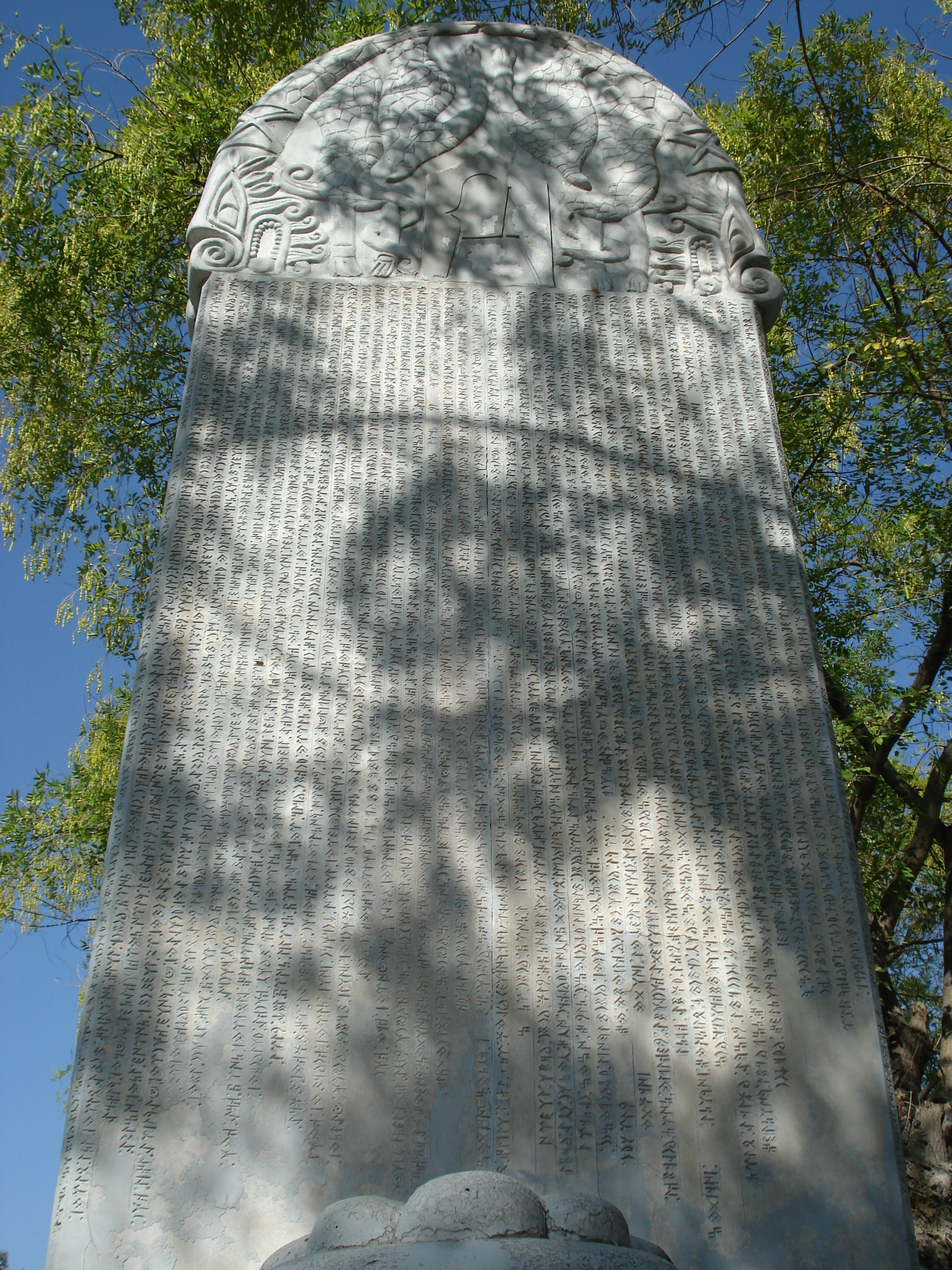
毗伽可汗碑复制品的正面 (土耳其的安卡拉格濟大學)

毗伽可汗碑为後突厥汗国时期毗伽可汗所立的一块石碑，上书古突厥字母，石碑由唐朝工匠协助打造。1889年，俄罗斯考古学家尼古拉·雅德林采夫在外蒙古鄂尔浑河旧河道发现阙特勤碑和毗伽可汗碑等鄂尔浑碑铭。

## 概要
毗伽（Bilga）为该碑文主人的汗号，在突厥语里具有聰明、智慧的意思。毗伽可汗碑指的是公元八世纪初期后突厥汗国毗伽可汗所立的的石碑，用突厥文和汉文两种文字刻写，撰写阙特勤碑、毗伽可汗碑突厥文的为毗伽可汗、阙特勤的侄子夜落纥特勤。毗伽可汗与其弟阙特勤死后不到10年，突厥内部瓦解，回鹘汗国主导了整个草原，阿史那家族复兴的突厥国家彻底灭亡。而毗伽可汗碑碑文很少在中国的历史资料中被提及。
石碑上的突厥文已由各界突厥史学家译为不同语言版本，石碑汉文译本与突厥文的版本内容并不一致。汉文译本是唐朝史官李融撰文，而非唐玄宗本人亲书，如阙特勤碑汉文译本为唐玄宗亲书；突厥文以毗伽可汗的口吻叙说了东突厥立国的征战和对唐朝和周边民族的关系，成为对突厥民众的教训，认为接近漢族人会使得突厥人走向灭亡。该碑文的传记前半部，与同时期毗伽可汗为其弟阙特勤死后而立的祭文石碑阙特勤碑有部分重复的地方。在碑文中突厥称唐朝为桃花石（Tabgach），即指中国。
在突厥历史中，毗伽可汗碑与暾欲谷碑、阙特勤碑一起被称为“突厥三大碑”。

### 引用
1. ↑  吴志根. . 江汉论坛. 1979, (2).

## 關聯項目
- 毗伽可汗
- 阙特勤
- 阙特勤碑
- 鄂尔浑碑铭

## 外部連結
- 碑文 （页面存档备份，存于）